# Pavičići (Bośnia i Hercegowina)
Pavičići (cyr. Павичићи) – wieś w Bośni i Hercegowinie, w Republice Serbskiej, w mieście Sarajewo Wschodnie, w gminie Sokolac. W 2013 roku liczyła 7 mieszkańców.